# Letiště Kiruna
Letiště Kiruna (švédsky Kiruna flygplats) kód IATA: KRN, kód ICAO: ESNQ) je letiště v severním  Švédsku, v kraji Norrbotten, asi 10 kilometrů jihovýchodně od města Kiruna. V roce 2019 přepravilo 267 916 pasažérů a uskutečnilo se 2332 vzletů a přistání.  Od roku 2010 je vlastníkem letiště společnost Swedavia, patří tak mezi 10 švédských letišť, které zůstaly ve vlastnictví státu. Podle počtu cestujících v roce 2019 jde o 9. největší letiště provozované společností Swedavia a 13. největší letiště ve Švédsku celkem. Letiště leží přibližně na 67,82 stupni severní šířky, asi 140 kilometrů severně od polárního kruhu a jde tak o nejseverněji položené letiště ve Švédsku.

## Letecká spojení
- FlyNordic (Östersund, Stockholm-Arlanda)
- Barents Airlink (Luleå, Tromsø)
- Scandinavian Airlines System (London-Heathrow [sezónní, charter], Stockholm-Arlanda, Umeå)

## Statistiky letiště

### Počty cestujících
Tabulka 1 obsahuje údaje o počtu cestujících za desetiletí 2011–2020. Z tabulky je vidět, že v prvních letech sledovaného období počty cestujících převážně rostly (a to poměrně výrazně). V letech 2018 a 2019 došlo jen k mírnému poklesu. V roce 2020 (v důsledku pandemie covidu-19), došlo k mimořádně velkému poklesu, nicméně procentuálně byl přece jen menší než na většině dalších švédských letištích, kde často přesahoval 75 procent, někde dokonce 80 procent. Také v roce 2021 lze očekávat velmi nízké počty cestujících.
| Rok  | Cestujících | Bazický index (2011 = 100) | Meziroční změna [%] |
| ---- | ----------- | -------------------------- | ------------------- |
| 2011 | 164 142     | 100                        | ▼-17,6              |
| 2012 | 198 073     | 121                        | ▲+20,7              |
| 2013 | 226 003     | 138                        | ▲+14,1              |
| 2014 | 270 738     | 165                        | ▲+19,8              |
| 2015 | 257 561     | 157                        | ▼-4,9               |
| 2016 | 260 318     | 159                        | ▲+1,1               |
| 2017 | 282 144     | 172                        | ▲+8,4               |
| 2018 | 277 018     | 169                        | ▼-1,8               |
| 2019 | 267 916     | 163                        | ▼-3,3               |
| 2020 | 110 456     | 67                         | ▼-58,8              |

### Nejvytíženější linky
Tabulka 2 uvádí vnitrostátní a mezinárodních linky v roce 2019, seřazené podle počtu cestujících. Na prvním místě je (jako u většiny švédských letišť) s velkým náskokem vnitrostátní trasa do hlavního město Švédska.
| Č. | Země, letiště                               | Cestujících | Změna [%] 2019/2018 |
| -- | ------------------------------------------- | ----------- | ------------------- |
| 1  | Švédsko, Stockholm-Arlanda                  | 248 100     | ▼-2,1               |
| 2  | Švédsko, letiště Umeå                       | 14 352      | ▼-22,7              |
| 3  | Spojené království, letiště London Heathrow | 1 999       | ▼-10,7              |
| 4  | Belgie, letiště Brusel                      | 1 819       | ▲+154,8             |

## Fotogalerie

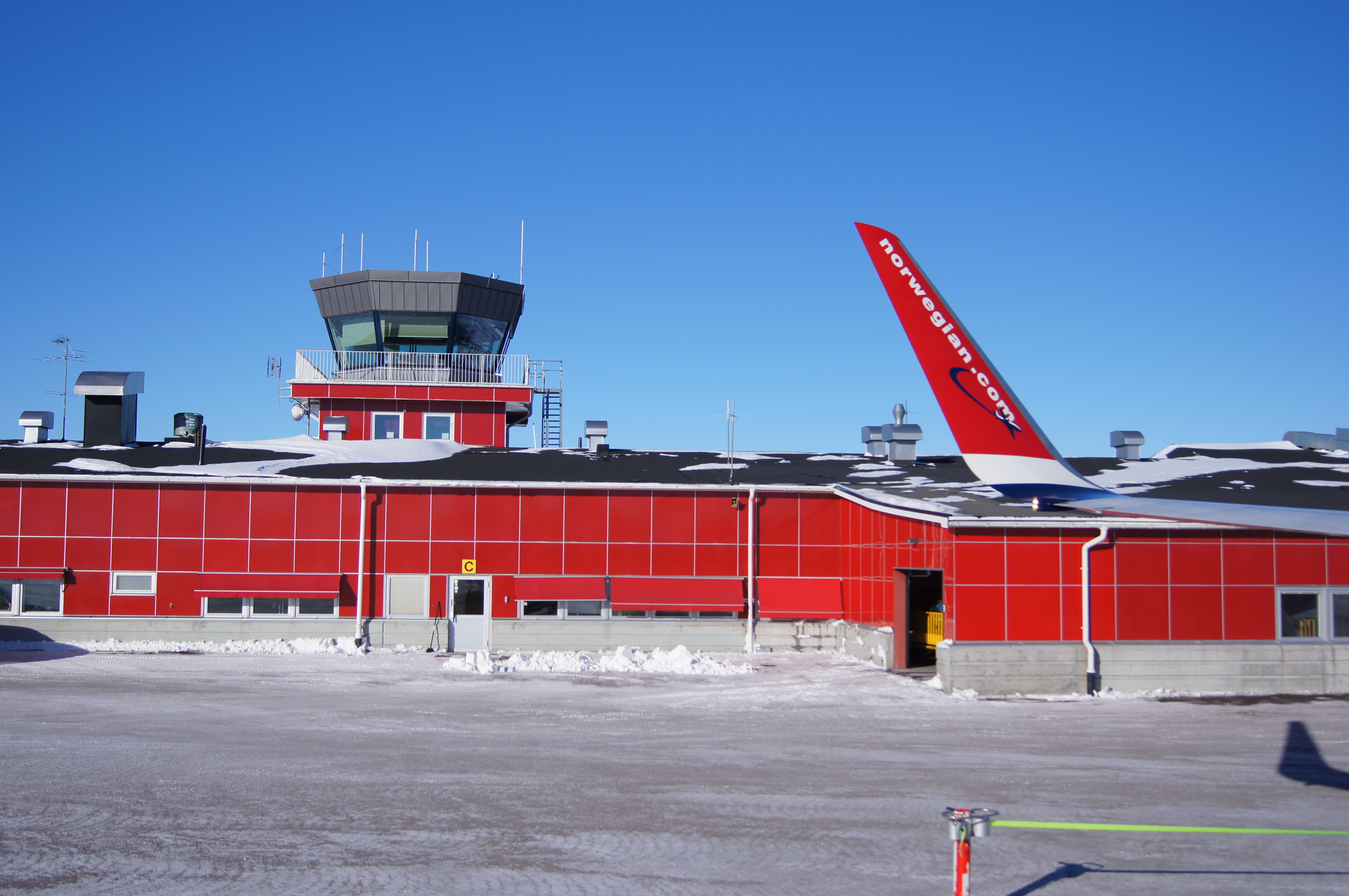
Terminál v zimě (2019)
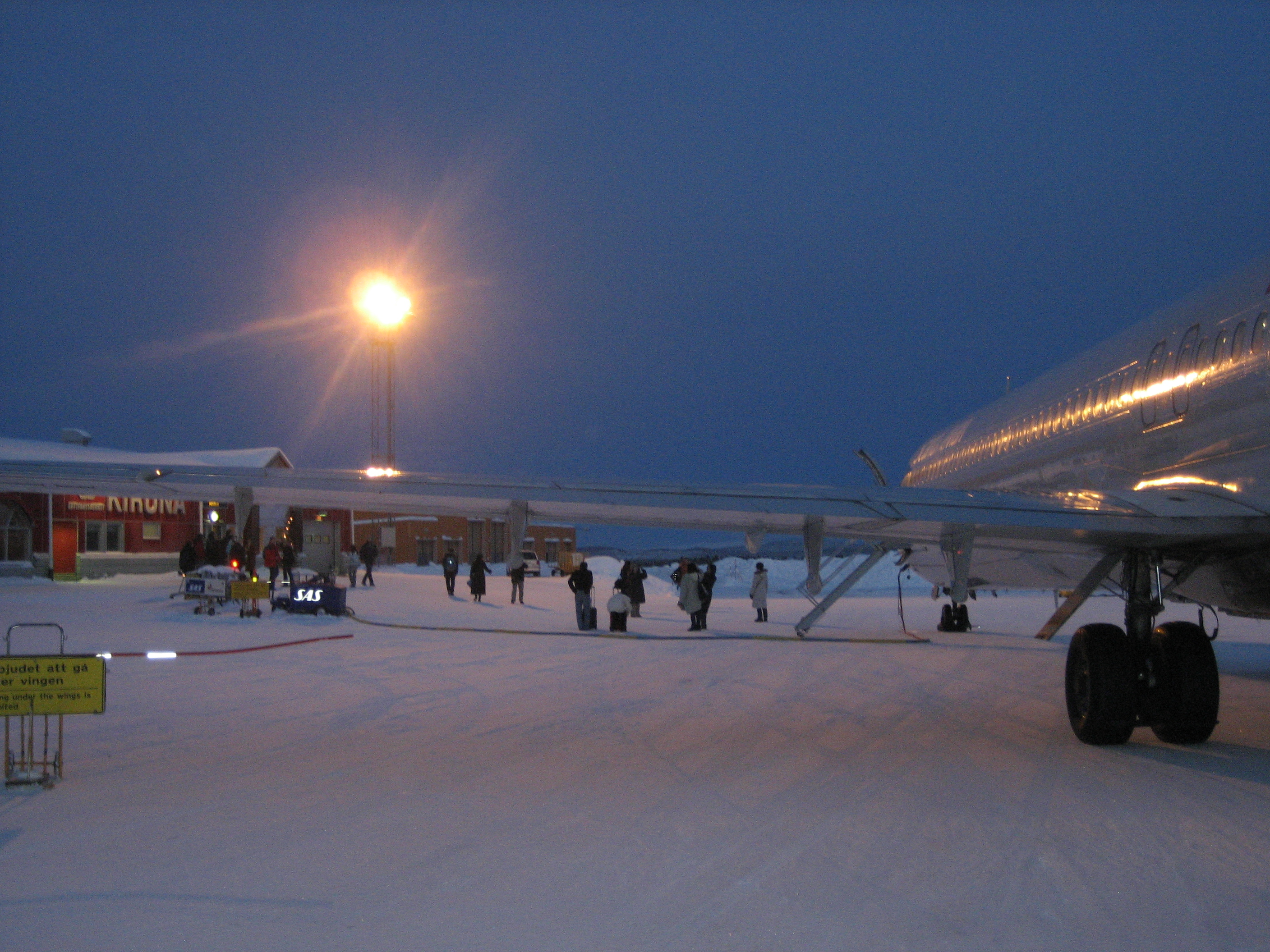
Noční pohled na terminál a letištní plochu
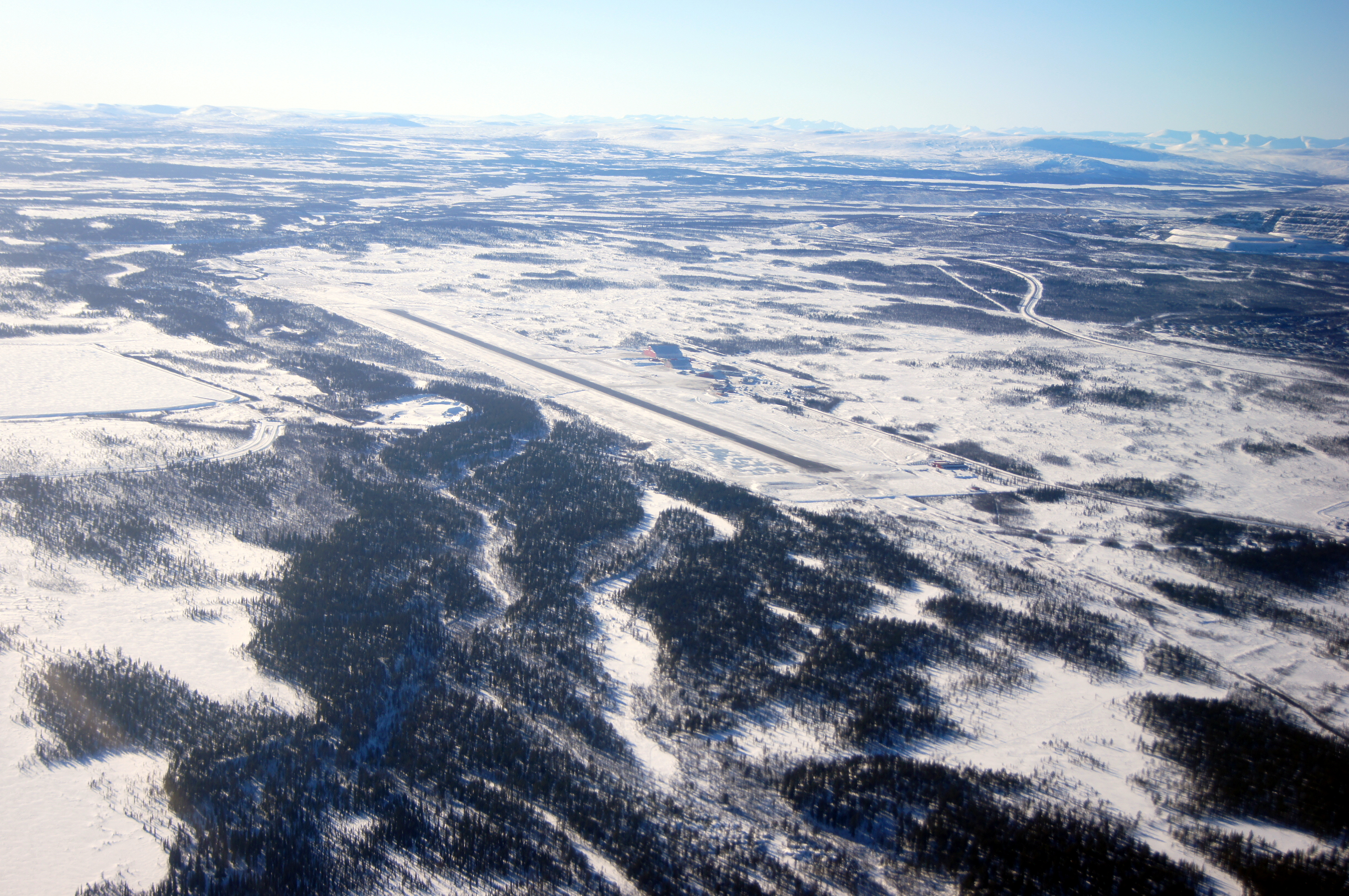
Letecký pohled (březen 2019)
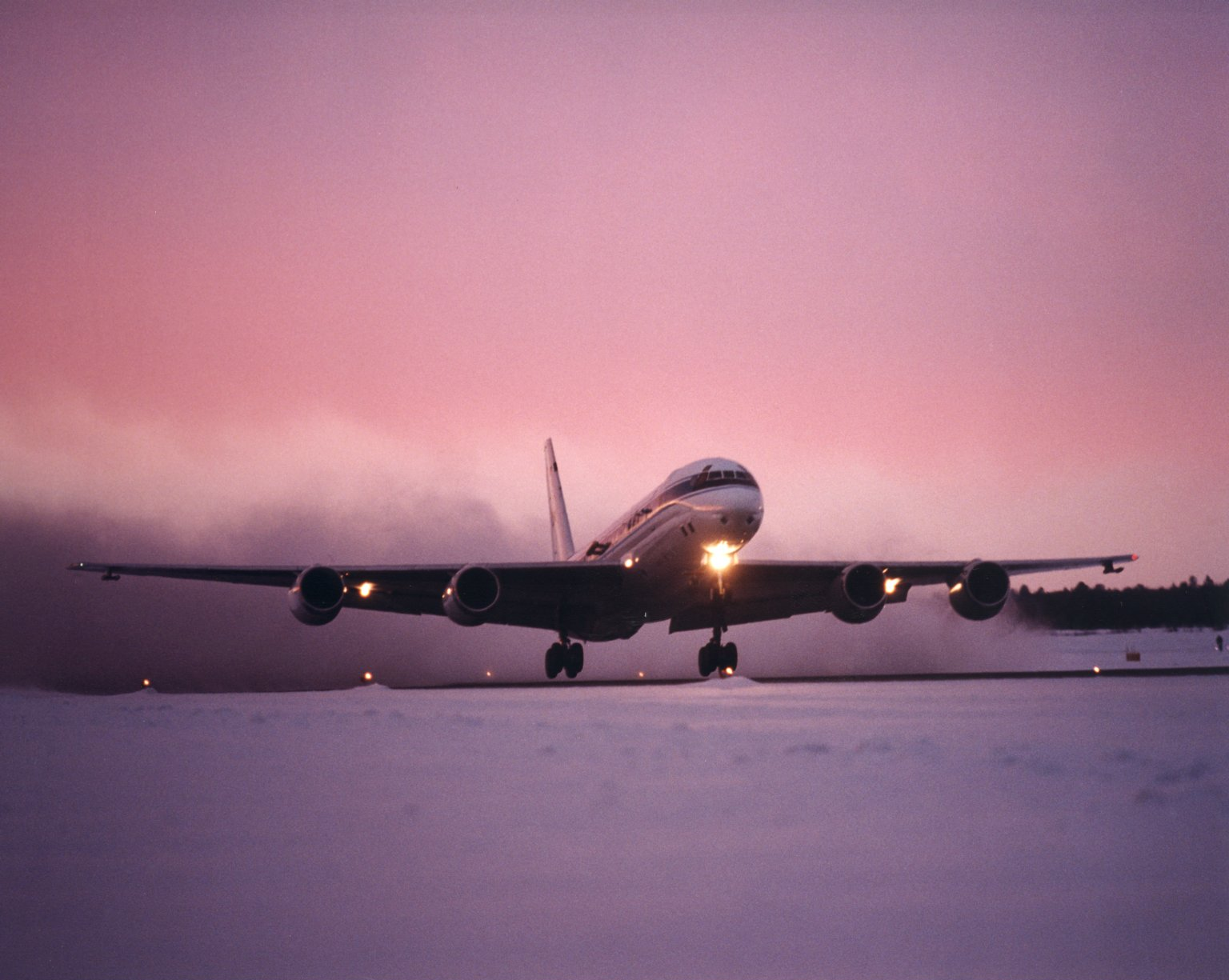
Start Douglas DC-8 (leden 2000)
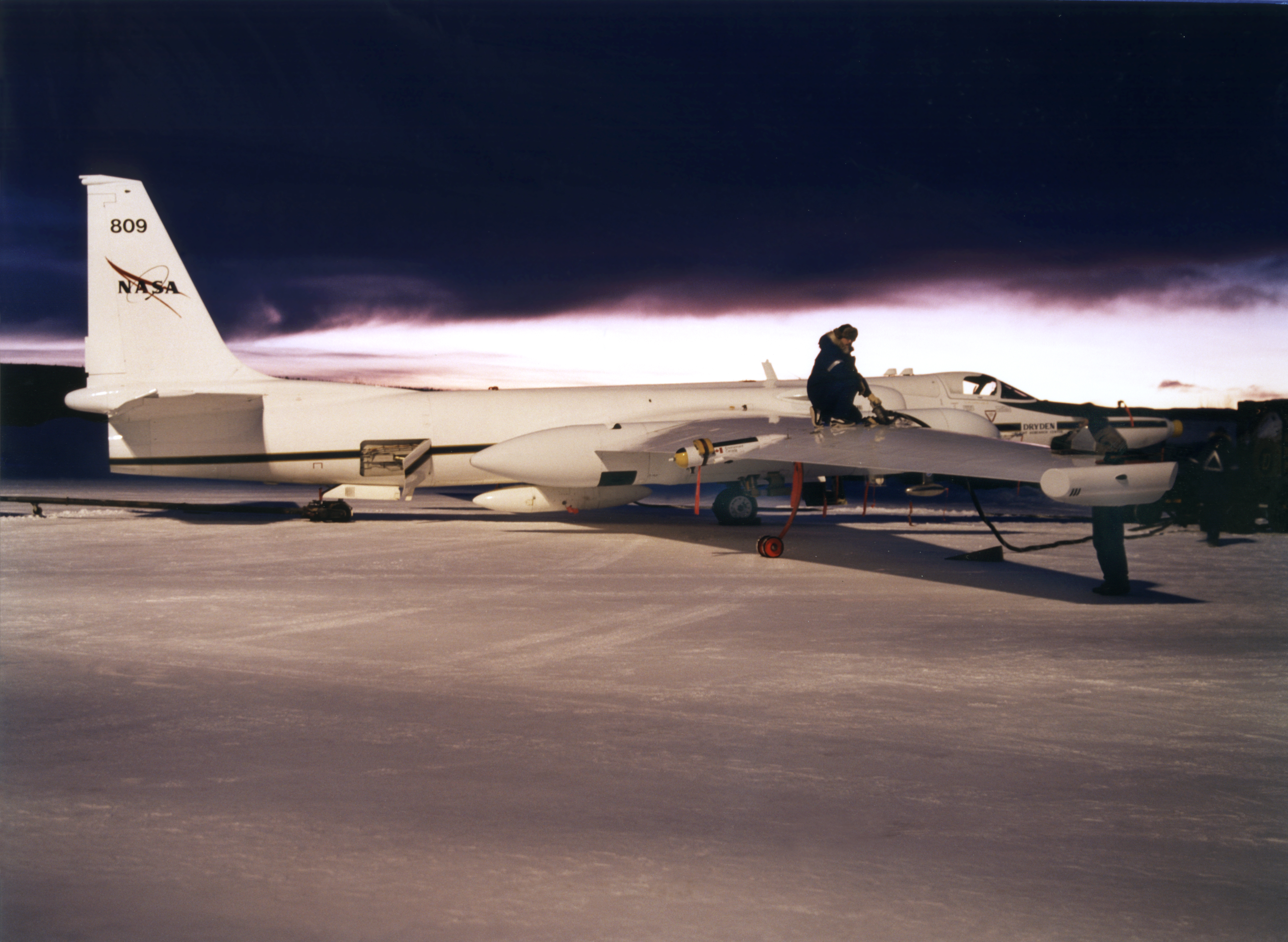
Letoun NASA (ER-2, leden 2000)
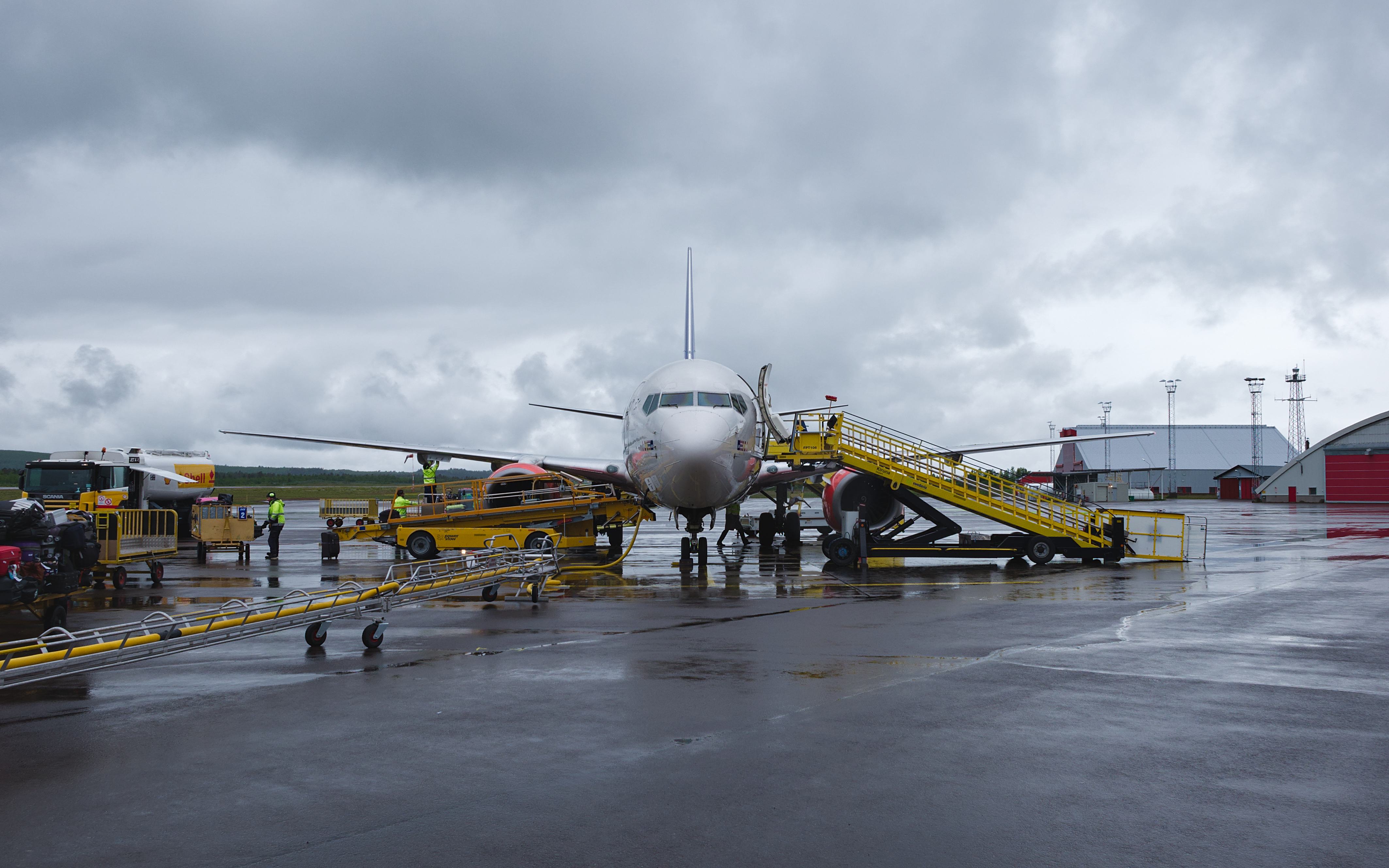
Boeing 737-600 v barvách SAS